# الله أباد (شهر أباد)
الله أباد (بالفارسية: الله‌آباد) هي قرية تقع في إيران في قسم شهر أباد الريفي.